# HD 8424
HD 8424，又名BD+70 102，SAO 4401、HR 398，是一颗恒星，视星等为6.49，位于銀經125.75，銀緯8.3，其B1900.0坐标为赤經1h 18m 24.9s，赤緯+70° 8.3′ 32″。